# Louis Wijdenbosch (kunstenaar)
Louis Eduard Wijdenbosch (Paramaribo, 23 augustus 1908 – 5 september 1957) was een Surinaams kunstenaar.

## Biografie
Louis Wijdenbosch was tekenaar, schilder, beeldhouwer en graveur en gaf lessen vanuit huis.
Hij  was al op jonge leeftijd actief. Volgens een vertelling zou hij, zeven jaar oud, een bankbiljet van ƒ 2,50 hebben nagetekend dat een vriendje in een winkel vervolgens uitgaf. De politie wist het biljet te achterhalen en zou het ingelijst hebben opgehangen aan een muur van het politiebureau aan de Waterkant.
Voor 's Lands Hospitaal maakte hij voeding en fruit na als onderdeel van een voorlichtingscampagne die van echt niet te onderscheiden zouden zijn geweest. Voor een opdracht van het Surinaamse Rode Kruis, eveneens als voorlichtingsmateriaal, maakte hij een voet die in drie delen was gehakt. Het been van zijn vrouw had hij als model gebruikt. Het Surinaams Museum beschikt sinds de jaren 2010 over enkele stukken van Wijdenbosch, waaronder deze voet. Tot de collectie behoren ook nagemaakte kwikwi's, hagedissen en slangen. Deze goot hij in kunststof en beschilderde ze daarna.
Een ander stuk in de museumcollectie is een stilleven in een diorama (kijkkast) van een biddende man. Hierbij komen de gevouwen handen het schilderij uit. Hij exposeerde zijn werk in 1955.
In de Sint-Petrus-en-Pauluskathedraal schilderde hij een Bijbels decor. Ook maakte hij schilderingen voor Court Humaniteit, de vrouwenafdeling van Court Charity. Voor de zusters van Liefde en Werk en de Zusterkring Grote Stadskerk van de Evangelische Broedergemeente maakte hij het monument voor 500 jaar Evangelische Broedergemeente.